# Liste der Gedenktafeln in Berlin-Borsigwalde
Die Liste der Gedenktafeln in Berlin-Borsigwalde enthält die Namen, Standorte und, soweit bekannt, das Datum der Enthüllung von Gedenktafeln.
Die Liste ist nicht vollständig.

## Borsigwalde
| Bild | Name                       | Standort          | Datum der Enthüllung |
| ---- | -------------------------- | ----------------- | -------------------- |
|      | Adolf Clarenbach           | Tietzstraße 34    |                      |
|      | Widerstandsgruppe Mannhart | Schubartstraße 55 |                      |
|      | Widerstandsgruppe Uhrig    | Eichborndamm 107  |                      |